# Крістін Кауфманн
Крістіна Марія Кауфманн (нім. Christine Maria Kaufmann; 11 січня 1945 — 28 березня 2017) — німецько-австрійська актриса і підприємиця. Дочка німецького батька і французької матері, вона отримала премію «Золотий глобус» за кращий дебют актриси в 1961 році. В свої 40 Кауфманн називалася «найкрасивішою бабусею в Німеччині».

## Життя і кар'єра
Кауфманн народилася в Ленгдорфі, Штирії, Австрія, потім в складі нацистської Німеччини. Її мати, Женев'єва Кауфманн (уроджена Гаваерт), була французькою; її батько, Йоганнес Кауфманн, був офіцером і інженером німецькому Люфтваффе. Крістін Кауфманн також мала черкеський родовід.
Виросла в Мюнхені, Баварія, Кауфманн стала балериною в Мюнхенській опері. Вона почала свою кар'єру в кіно у семирічному віці в The White Horse Inn (1952), але привернула увагу публіки у фільмі Rose-Girl Resli (1954). Вона отримала міжнародне визнання, коли знялася зі Стівом Рівзом в «Останніх днях Помпеї» (1959) і Кірком Дугласом в «Місто без жалю» (1961). У наступному році вона з'явилася у «Втеча зі Східного Берліна» (1962).
У 18 років в 1963 році Кауфманн вийшла заміж за Тоні Кертіса, американського актора, якого вона зустріла під час зйомок «Тараса Бульби» (1962). У них були дві дочки, Олександра (19 липня 1964 роки) і Аллегра (11 липня 1966 року). Пара розлучилася в 1968 році. Кауфманн відновила свою кар'єру, яку вона перервала під час шлюбу. Кауфман одружувалася ще три рази: телевізійний режисер Ахім Ленц (1974–76), музикант і актор Рено Екштейн (1979—1982) та ілюстратор Клаус Зей (1997—2011).
На німецькому телебаченні Кауфманн зізналася, що також мала відносини з Ворреном Бітті.
Кауфманн також була успішним бізнесменом. Вона створила свою лінію косметичних продуктів, яка добре продається в Німеччині. Вона написала кілька книг про красу і здоров'я, а також дві автобіографії. Вона говорила на трьох мовах: німецькою, англійською та французькою.
Кауфманн любила подорожувати. Вона часто переїжджала з одного місця в інше — рису, яку вона вважала, успадкувала від своїх черкеських предків.
Кауфманн померла 28 березня 2017 року Мюнхені від лейкемії у 72-річному віці.

## Вибрана фільмографія
- The White Horse Inn (1952)
- Salto Mortale (1953)
- The Monastery's Hunter (1953)
- Rose-Girl Resli (1954)
- When the Alpine Roses Bloom (1955)
- The Winemaker of Langenlois (1957)
- Дівчата в уніформі (1958)
- First Love (1959)
- Останні дні Помпеї (1959)
- Toto, Fabrizi and the Young People Today (1960)
- Labbra rosse (1960)
- The Last Pedestrian (1960)
- Town Without Pity (1961)
- Via Mala (1961)
- Помста Марсельца (1961)
- Constantine and the Cross (1961)
- The Phony American (1961)
- Escape from East Berlin (1962)
- Terror After Midnight (1962)
- Taras Bulba (1962)
- Swordsman of Siena (1962)
- Wild and Wonderful (1964)
- Love Birds (de) (1969)
- Das Bastardzeichen (1970, TV film)
- Wie ein Blitz (de) (1970, TV miniseries)
- Murders in the Rue Morgue (1971)
- Der Kommissar: Traum eines Wahnsinnigen (1972, TV)
- Der Tod der Maria Malibran (fr) (1972)
- Willow Springs (fr) (1973)
- Світ на дроті (1973, TV film)
- Zum Abschied Chrysanthemen (1974)
- Auf Biegen oder Brechen (1976)
- Інспектор Деррік — Сезон 4, Епізод 02: «Hals in der Schlinge» (1977, ТВ)
- Red Rings of Fear (1978)
- Der ganz normale Wahnsinn (1979, TV series)
- Egon Schiele — Exzess und Bestrafung (1980)
- Day of the Idiots (1981)
- Лілі Марлен (1981)
- Лола (1981)
- Monaco Franze — Der ewige Stenz (1982, TV series)
- The Roaring Fifties (1983)
- Кафе «Багдад» (1988)
- Важко бути богом (1989)
- Wenn das die Nachbarn wüßten (1990, телесеріал)
- Im Namen des Gesetzes: Dunkle Ahnung (2008, TV)